# Shanga (periodiskt vattendrag)
Shanga är ett periodiskt vattendrag i Burundi.   Det ligger i provinsen Bujumbura Rural, i den västra delen av landet, 11 kilometer sydost om huvudstaden Bujumbura.
Omgivningarna runt Shanga är en mosaik av jordbruksmark och naturlig växtlighet. Runt Shanga är det tätbefolkat, med 613 invånare per kvadratkilometer.